# 南匡甫
南匡甫（朝鮮語: 남광보）は、朝鮮氏族の固城南氏の始祖である。
先祖は、中国唐の文官であり、日本に使者として派遣された帰りに難破し、新羅に帰化した南敏である。
南敏の7代子孫の南鎮勇の三男として生まれた。